# Olivier Rossard
Pour les articles homonymes, voir Rossard.
Olivier Rossard est un ancien joueur français de volley-ball né le 31 août 1965 aux Sables-d'Olonne (Vendée). Il mesure 1,95 m et jouait réceptionneur-attaquant. Il totalise 294 sélections en équipe de France. Il est issu d'une famille de volleyeurs : son père Jacques et son frère Philippe sont tous deux d'anciens internationaux de volley-ball et ses deux fils Quentin et Thibault ainsi que son neveu Nicolas sont actuellement joueurs professionnels.
En 1986, il rejoint l'équipe de France, composée d'Alain Fabiani, Philippe Blain ou encore Laurent Tillie, qui se prépara sous forme de commando en vue du championnat du monde 1986 qui s'est déroulé en France.

## Clubs
| Club          | Pays   | De        | À         |
| ------------- | ------ | --------- | --------- |
| ASUL Lyon     | France | 1986-1987 | 1990-1991 |
| Fréjus Var VB | France | 1991-1992 | 1991-1992 |
| PSG-Asnières  | France | 1992-1993 | 1993-1994 |
| AS Cannes     | France | 1994-1995 | 1995-1996 |

## Palmarès
- Championnat de France (3)
  - Vainqueur : 1992, 1993, 1995
- Coupe de France (3)
  - Vainqueur : 1992, 1994, 1995
  - Finaliste : 1996